# Muchino (Chomutowka)
Muchino (russisch Мухино) ist ein Dorf (selo) in der Oblast Kursk in Russland. Es gehört zum Rajon Chomutowka und zur Landgemeinde (selskoje posselenije) Petrowski selsowjet.

## Geographie
Der Ort liegt gut 89 km Luftlinie westlich des Oblastverwaltungszentrums Kursk im südwestlichen Teil der Mittelrussischen Platte, 29 km südöstlich des Rajonverwaltungszentrums Chomutowka, 14 km vom Sitz des Dorfsowjet – Pody, 32,5 km von der Grenze zwischen Russland und der Ukraine, am kleinen Fluss Foschnja (Nebenfluss der Swapa) und seinem Nebenfluss Muschiza.

### Klima
Das Klima im Ort ist wie im Rest des Rajons kalt und gemäßigt. Es gibt während des Jahres eine erhebliche Niederschlagsmenge. Dfb lautet die Klassifikation des Klimas nach Köppen und Geiger.

## Bevölkerungsentwicklung
| Jahr | Einwohner |
| ---- | --------- |
| 2002 | 112       |
| 2010 | 30        |

Anmerkung: Volkszählungsdaten

## Verkehr
Muchino liegt 33,5 km von der Fernstraße föderaler Bedeutung M3 Ukraina (Moskau – Kaluga – Brjansk – Grenze zur Ukraine), 30 km von der Straße A 142 (Trosna – M3 Ukraina), 17,5 km von der Straße regionaler Bedeutung 38K-040 (Chomutowka – Rylsk – Gluschkowo – Tjotkino – Grenze zur Ukraine), 3 km von der Straße interkommunaler Bedeutung 38N-024 (Bogomolow – Kapystitschi – Grenze zum Rajon Rylsk), an der Straße 38N-022 (38N-024 – Lugowoje – Muchino) und 24 km von der nächsten Eisenbahnhaltestelle Mariza (Eisenbahnstrecke Nawlja – Lgow-Kijewskij) entfernt.
Der Ort liegt 173 km vom internationalen Flughafen von Belgorod entfernt.